# Saint-Christophe (Italia)
Saint-Christophe (pronunciación: [sɛ̃ kʁistɔf]) es una localidad y comune italiana de la región del Valle de Aosta. Tiene una población estimada, a principios de 2021, de 3407 habitantes.
Se ubica en la periferia oriental de la ciudad de Aosta.
Su principal monumento es el castillo Passerin d'Entrèves, un castillo datado en el siglo XIV.

## Evolución demográfica
| Gráfica de evolución demográfica de Saint-Christophe entre 1861 y 2001 |
|                                                                        |
| Fuente ISTAT - elaboración gráfica de Wikipedia                        |